# 大富駅
大富駅（おおどみえき）は、岡山県瀬戸内市邑久町大富にある、西日本旅客鉄道（JR西日本）赤穂線の駅である。駅番号はJR-N07。

## 歴史

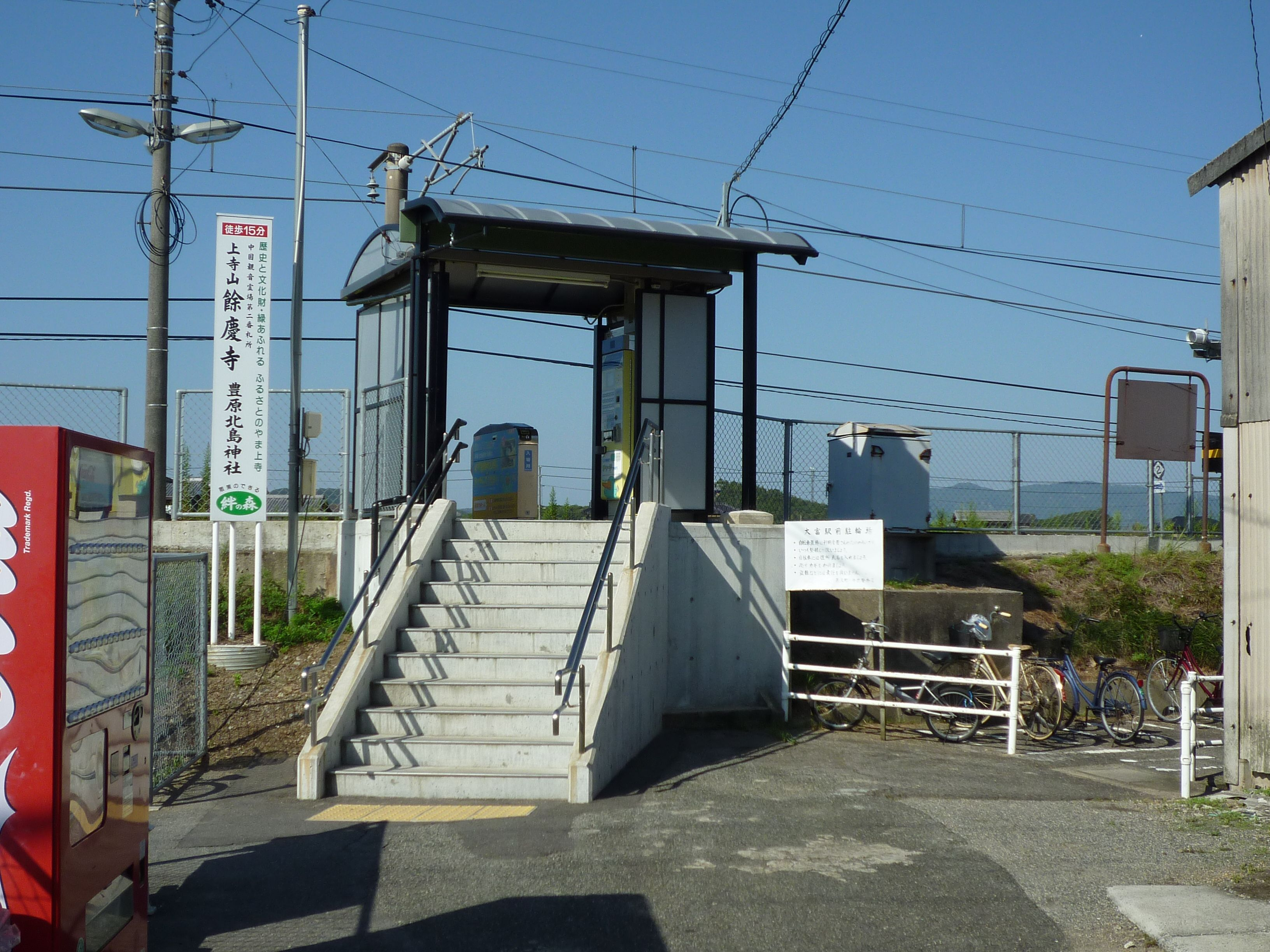
駅前施設整備前の駅入口(2009年10月)

- 1962年（昭和37年）9月1日：国鉄赤穂線伊部 - 東岡山間延伸時に開設[2]。旅客のみ取扱う無人駅[3]。
- 1987年（昭和62年）4月1日：国鉄分割民営化に伴い、JR西日本の駅となる[1]。
- 2007年（平成19年）
  - 7月27日：ICOCA対応簡易型自動改札機設置。
  - 9月1日：ICカード「ICOCA」の利用が可能となる。
- 2023年（令和5年）2月：バリアフリートイレを含む駅前施設竣工[4][5]。

## 駅構造

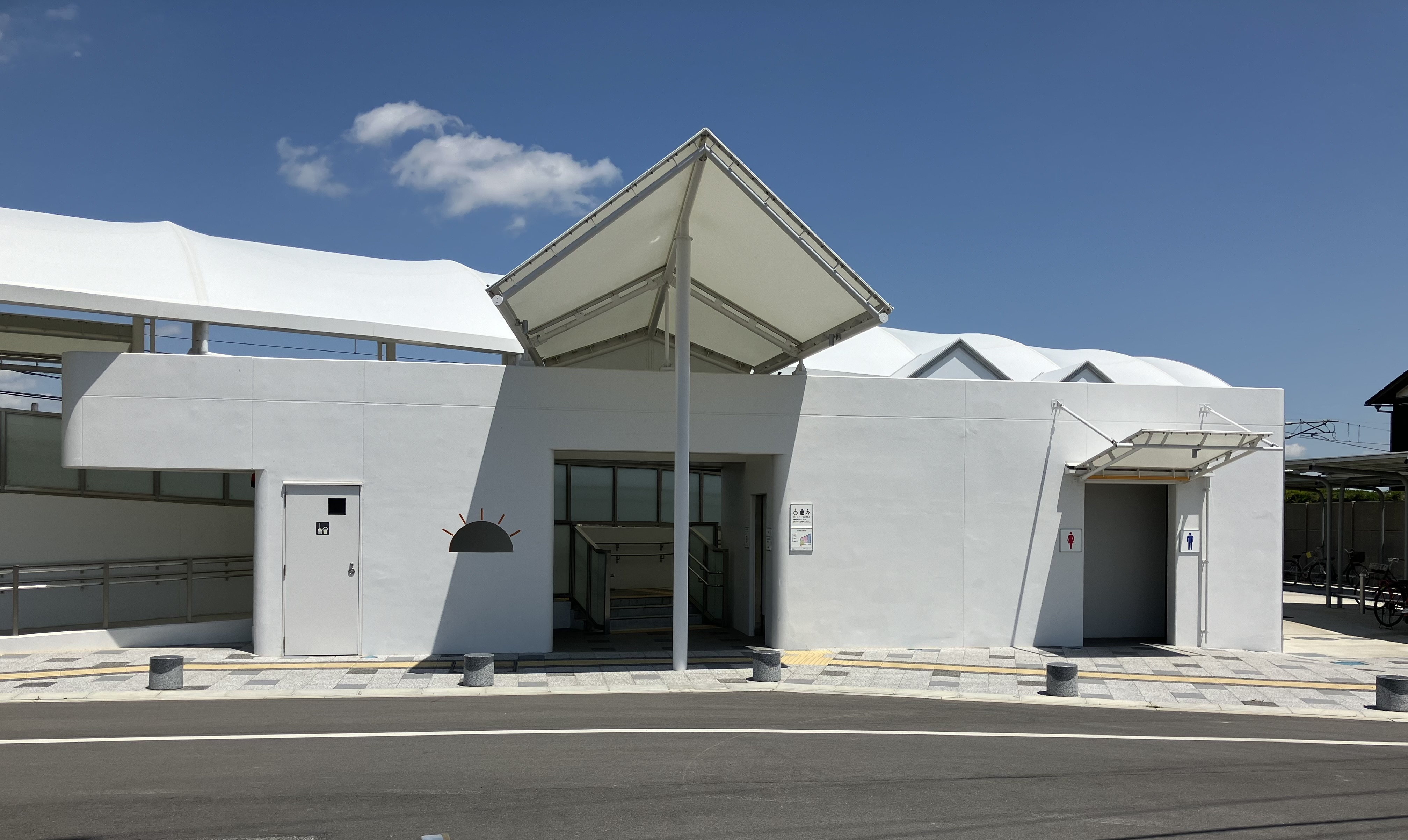
トイレ(2024年5月)

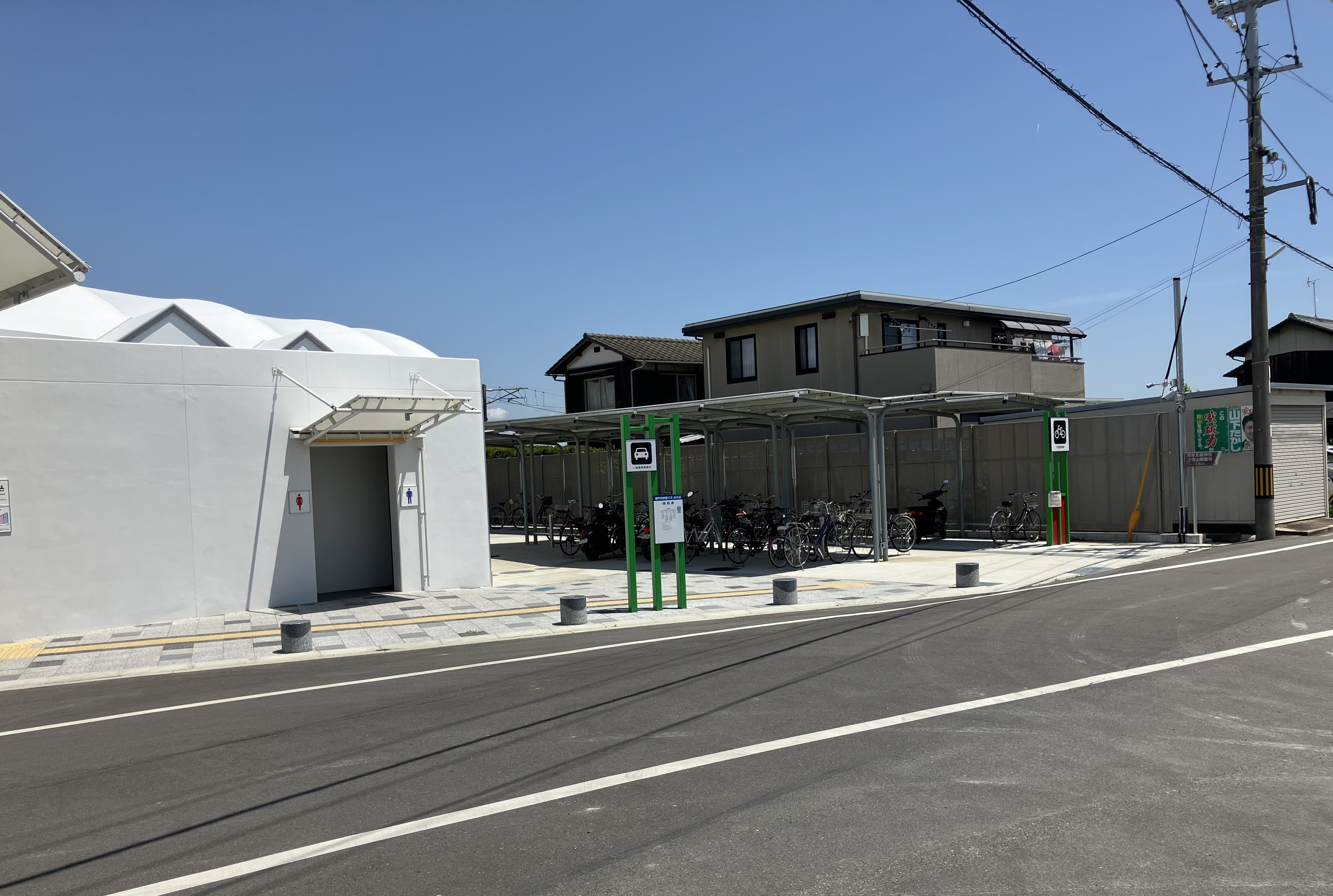
バス乗り場(2024年5月)

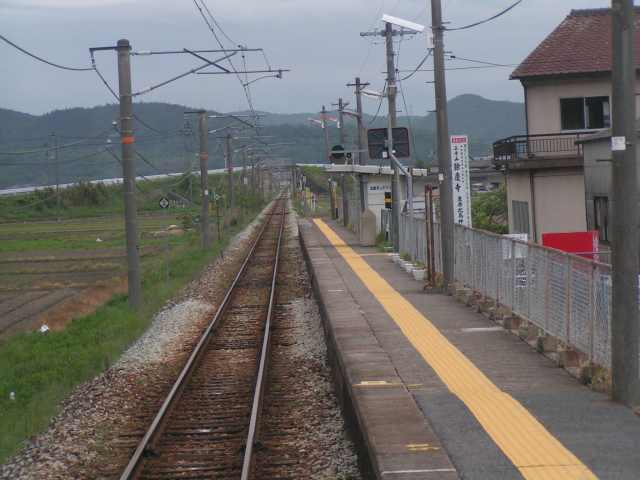
ホーム（2006年5月）

岡山方面に向かって左側に単式ホーム1面1線を有する地上駅（停留所）。双方向の列車が同一ホームに停車する。ICOCA利用可能駅（相互利用可能ICカードはICOCAの項を参照）で簡易自動改札が設置されている
東岡山駅管理の無人駅。入口に簡易型自動改札機と、自動券売機1台（ICOCAチャージ機能付）がある。また、改札口コールシステムも設置されている。

## 利用状況
近年の1日平均乗車人員の推移は以下の通り。
| 乗車人員推移 | 乗車人員推移 |
| 年度         | 1日平均人数  |
| ------------ | ------------ |
| 1999         | 164          |
| 2000         | 147          |
| 2001         | 147          |
| 2002         | 149          |
| 2003         | 157          |
| 2004         | 146          |
| 2005         | 151          |
| 2006         | 145          |
| 2007         | 146          |
| 2008         | 145          |
| 2009         | 152          |
| 2010         | 167          |
| 2011         | 182          |
| 2012         | 194          |
| 2013         | 207          |
| 2014         | 199          |
| 2015         | 215          |
| 2016         | 226          |
| 2017         | 234          |
| 2018         | 235          |
| 2019         | 239          |
| 2020         | 198          |
| 2021         | 182          |

## 駅周辺
畑が中心で、民家が散在している。駐輪場がある。
- 瀬戸内市立今城小学校
- 瀬戸内市立今城こども園
- 上寺山余慶寺（国の重要文化財）
- 大富郵便局

## 隣の駅
西日本旅客鉄道（JR西日本）
 赤穂線
邑久駅 (JR-N08) - 大富駅 (JR-N07) - 西大寺駅 (JR-N06)